# Andrzej Vincenz
Andrzej Vincenz, pseud. „Jan Torosiewicz” (ur. 13 marca 1922 we Lwowie, zm. 16 sierpnia 2014 w Heidelbergu) – polski publicysta i pisarz emigracyjny, profesor slawistyki na Uniwersytecie w Heidelbergu i Uniwersytecie w Getyndze.

## Życiorys
Syn pisarza Stanisława Vincenza i Ireny z d. Eisenmann (1900–1991). Miał siostrę Barbarę (ur. 1924) i przyrodniego brata – Stanisława Aleksandra (1915–2003) – z pierwszego małżeństwa ojca z Heleną Loeventon (zm. 1952). Pochodził z rodziny o bogatych, wielokulturowych tradycjach, związanej kulturą polską, ukraińską i żydowską, posiadającej niegdyś swoje siedziby w Krzyworówni i Bystrecu.
Przed wybuchem II wojny światowej mieszkał w Warszawie i uczęszczał do I Państwowego Gimnazjum i Liceum im. Stefana Batorego, a następnie do Liceum im. Tadeusza Reytana. W czasie wojny znalazł się na Węgrzech, potem przedostał się do Francji, gdzie został wcielony do 1 Dywizji Pancernej generała Maczka. Po przeniesieniu wojsk polskich do Wielkiej Brytanii ukończył Kurs Maturalny Pierwszej Brygady Strzelców w Szkocji i w czerwcu 1942 zdał egzamin dojrzałości typu humanistycznego. W 1944 walczył w 1 Dywizji Pancernej jako radiotelegrafista w czołgu, uczestnicząc w działaniach bojowych w Normandii. Następnie pracował w redakcji „Dziennika Żołnierza” i był członkiem wojskowego korpusu prasowego. Współpracownik „Kultury”, prowadzonej przez Jerzego Giedroycia, oraz miesięcznika „Znak”.
Studiował anglistykę i romanistykę na Sorbonie, gdzie w 1950 otrzymał Licence Faculte des Lettres Universite de Paris. Cztery lata później uzyskał Dyplom d'etudes superieures, Lettres Modernes, jego praca doktorska dotyczyła dialektu staroprowansalskiego. W czerwcu 1965 otrzymał Doctorat es Lettres Faculte des Lettres et Sciences Humaines Universite de Paris, zaś praca habilitacyjna dotyczyła imion w dialekcie huculskim. Po śmierci ojca w 1971 doprowadził razem z matką, Ireną Vincenzową, do wydania całości tetralogii huculskiej – najpierw w Londynie, potem w Warszawie – i wielu innych książek Stanisława Vincenza. Orędownik pojednania polsko-ukraińskiego.
Członek Polskiego Towarzystwa Naukowego na Obczyźnie (od 1967) i Jury Nagrody Kościelskich (1978–2008).
Mieszkał w Szwajcarii i Francji, a przed śmiercią w Heidelbergu w Niemczech, gdzie zmarł 16 sierpnia 2014. Pochowany został obok rodziców na Cmentarzu Salwatorskim w Krakowie (sektor SC12-D-3).

## Twórczość literacka
- Disparition et survivances du franco-provençal (1974)
- Armand Lévy: compagnon de Mickiewicz, révolutionnaire romantique (1977)
- Helikon sarmacki (1989)

## Publikacje w języku polskim
- Posłowie [w:] Stanisław Vincenz, Barwinkowy wianek, epilog, Warszawa: „Pax” 1983; wyd.2 – Sejny: Fundacja Pogranicze 2005.
- Wstęp [w:] Stanisław Vincenz, Eseje i szkice zebrane, t.1, wybór i wstęp Andrzej Vincenz, przygot. do dr. Marek Klecel i Andrzej Stanisław Kowalczyk Wrocław: „Wirydarz” 1997.
- Helikon sarmacki. Wątki i tematy polskiej poezji barokowej, wybór tekstów, wstęp i komentarze Andrzej Vincenz, oprac. tekstów i bibliografia Marian Malicki, Wrocław – Kraków: Zakład Narodowy im. Ossolińskich 1989.
- (w antologii) Kraków. Dialog tradycji. Publikacja przygotowana z okazji sympozjum Konferencji Bezpieczeństwa i Współpracy w Europie, 28 V – 7 VI 1991, aut. koncepcji i red. Zbigniew Baran, Kraków: „Znak” – Międzynarodowe Centrum Kultury 1991.
- Posłowie [w:] Stanisław Vincenz, Tematy żydowskie, wstęp Jeanne Hersch, Gdańsk: „Atext” 1993 [Wydanie  2 rozszerzone; 1 krajowe].
- Przedmowa [w:] Rudolf Maria Holzapfel, Wiersze polskie = Polnische Jugendgedichte, oprac. i wyd. przez Monikę Meyer-Holzapfel, Londyn: Oficyna Poetów i Malarzy 1979.
- Przedmowa [w:] Stanisław Vincenz, Z perspektywy podróży, Kraków: „Znak” 1980.

## Publikacje w języku niemieckim
- Probeheft zum Wörterbuch der deutschen Lehnwörter im Polnischen (1985)
- Göttinger Studien zu Wortschatz und Wortbildung im Polnischen (1991)
- z Gerdem Hentschlem: Wörterbuch der deutschen Lehnwörter in der polnischen Hochsprache: von den Anfängen bis in die heutige Zeit, Oldenburg: Bis-Verlag 2010 (publikacja online)